# Seitelpfeife
ザイテルファイフ (Seitel pfeife) は、オーストリア地方で生まれた蓋なしで6個の穴がある木製の横笛。
マリア・テレジア時代の軍隊では、フルートのような役割で軍隊音楽を演奏する楽器としても使われた。
1806年にこの蓋なしフルートはオーストリア軍では廃止されるが、その後徐々に民族音楽へと活躍の場を移すようになる。
19世紀の数々の絵画や新聞には、シュタイヤーマルク、ザルツブルク、チロル、上バイエルンの各州やスイスなどで舞踊のための楽器として使用されていたことが記されている。
現在もなおオーストリアザルツカンマーグート地方で受け継がれ、地元の人々によって演奏されている。